# Järvberget
Järvberget är en liten by i Anundsjö socken i Örnsköldsviks kommun och belägen cirka 50 kilometer norr om Bredbyn.
De viktigaste sysselsättningarna i byn har varit skogsarbete kombinerat med jordbruksarbete, 
flottningsarbete och fiske. Byn är högt belägen med utsikt över Tågsjön.